# Brookesia nana

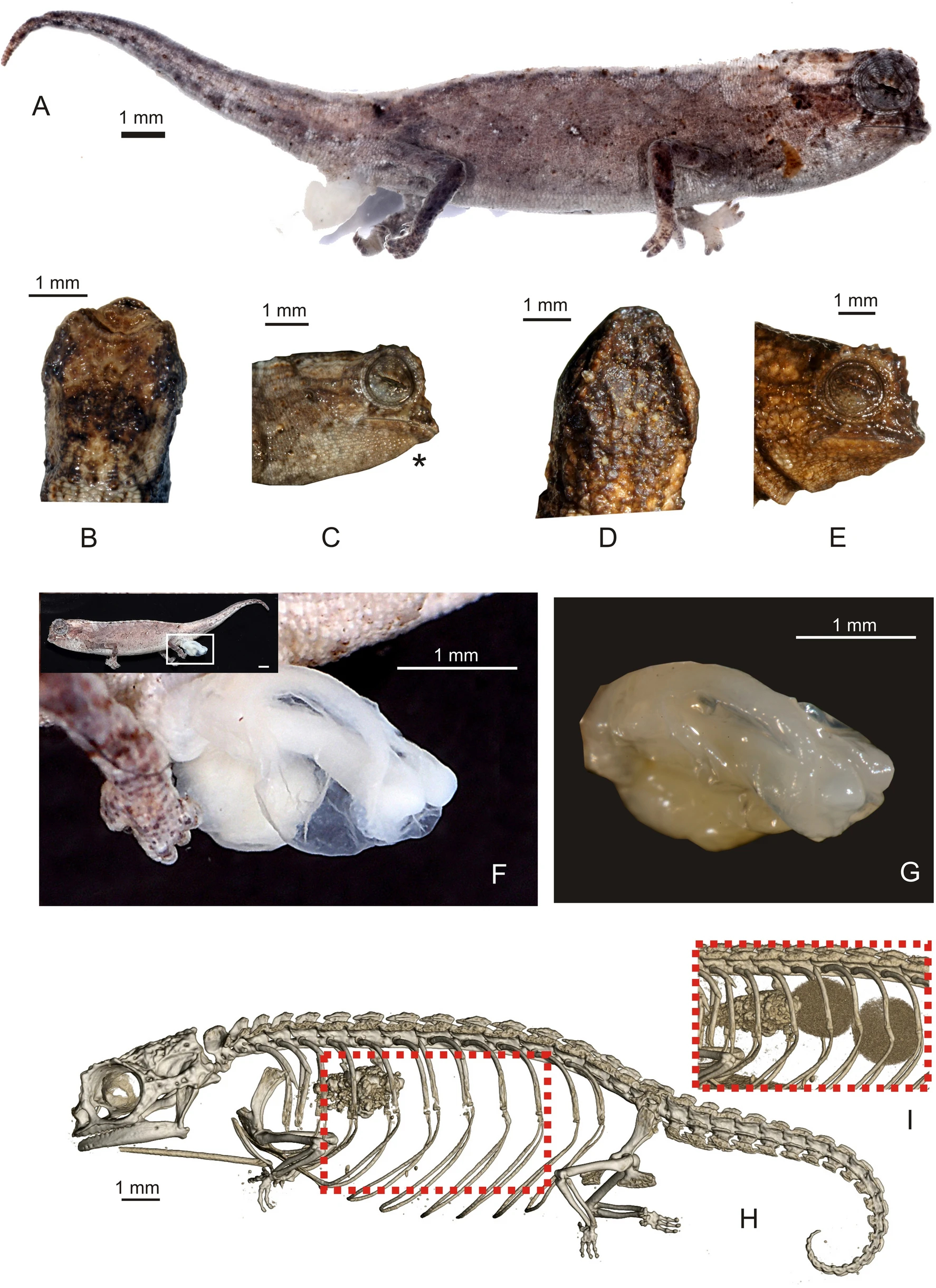
Анатомия самца (A, B, C, гемипенис — F и G) и самки (D, E, H, I).

Brookesia nana (лат.) — вид хамелеонов из рода брукезии, эндемик Мадагаскара, который может быть самым маленьким видом рептилий в мире.

## Описание
Самые мелкие хамелеоны, менее 3 см в длину. Длина торса голотипа самца от кончика морды до клоакального отверстия 13,5 мм, общая длина с хвостом 21,6 мм. Длина торса паратипа самки 19,2 мм, общая длина с хвостом 28,9 мм. Это мельчайшие размеры для любого известного хамелеона, так как ранее самым мелким их представителем считался Brookesia micra, у которого был найден самец общей длиной тела с хвостом 22,2 мм (или 15,3 мм без учёта хвоста). Прежний рекорд среди всех рептилий с начала XXI века принадлежал гекконам Sphaerodactylus ariasae из Доминиканской Республики: у них от носа до клоаки 14-18 мм.
При жизни общая окраска Brookesia nana была бледно-коричневой с некоторыми более светлыми пятнами в дорсальной и дорсолатеральной областях, которые частично доходили до боков, образуя неполные полосы, а также многочисленные небольшие тёмно-коричневые и черноватые бугорки и пятна. Узор из четырёх диффузных бежевых полос идёт наклонно от спины к бокам. На передней части головы есть бежевое пятно. Две тёмные полосы тянутся от нижнего края глаза к верхней губе. Дорсолатеральные бугорки и надглазничный гребень черноватые. Наружные поверхности передних и задних конечностей были заметно темнее боков и покрыты коричневыми и серыми пятнами. На веках более тёмные радиальные полосы, а радужная оболочка темно-красная.
В отличие от большинства других хамелеонов Brookesia nana не меняет окраску и не живёт на деревьях в лесу, но предпочитает лесную подстилку. Другой отличительной чертой от других хамелеонов является то, что самки обычно крупнее самцов, поэтому, вероятно, самки могут переносить яйца. Сканирование с помощью микро-компьютерной томографии выявило развивающиеся яйца в полости тела, что также указывает на половую зрелость. Неизвестно, почему Brookesia nana такой маленький, тогда как другие позвоночные растут по мере взросления.

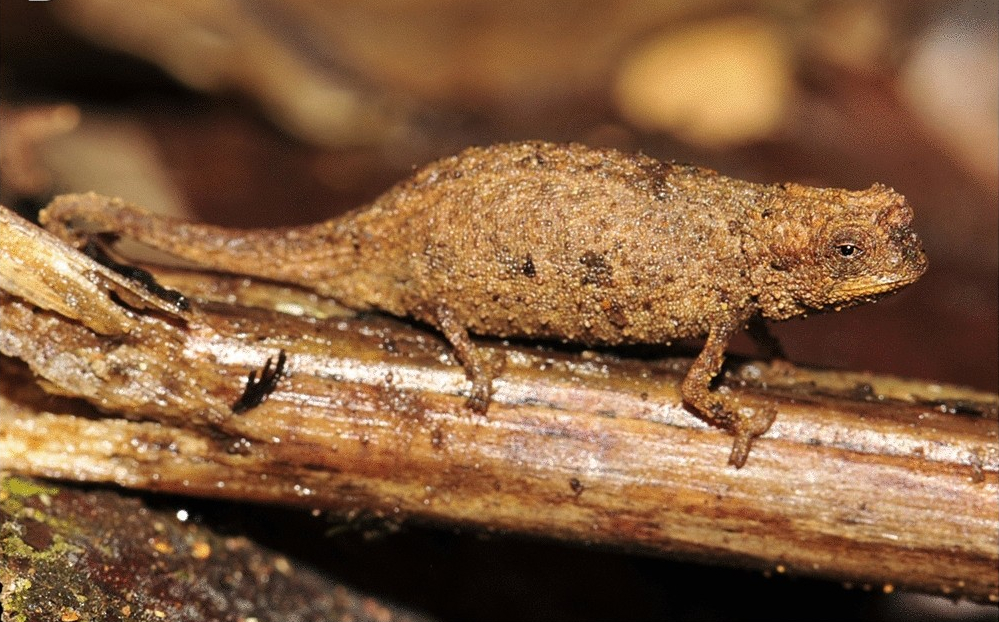
Самка
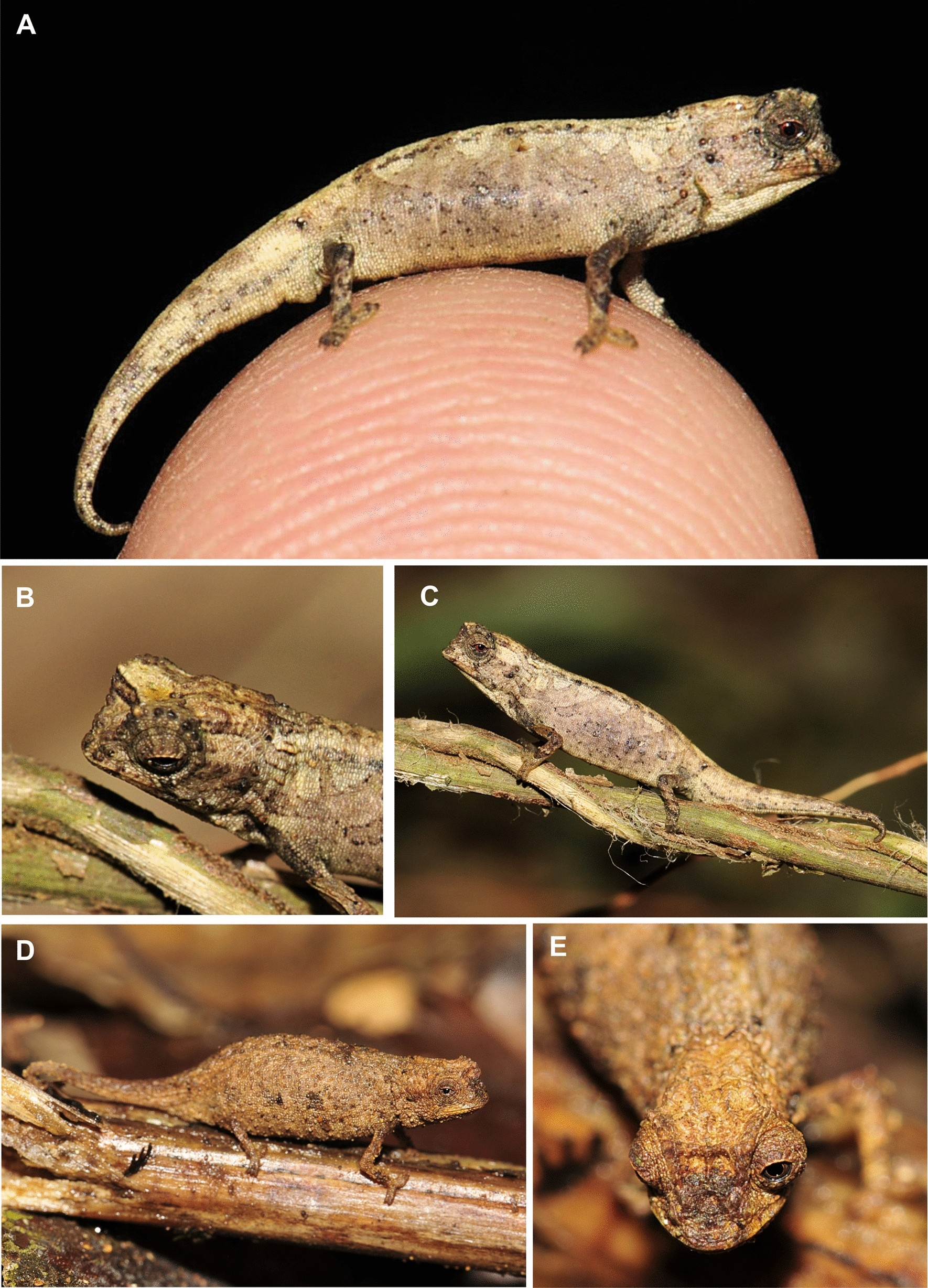
Самец сверху (A–C) и самка снизу (D, E)
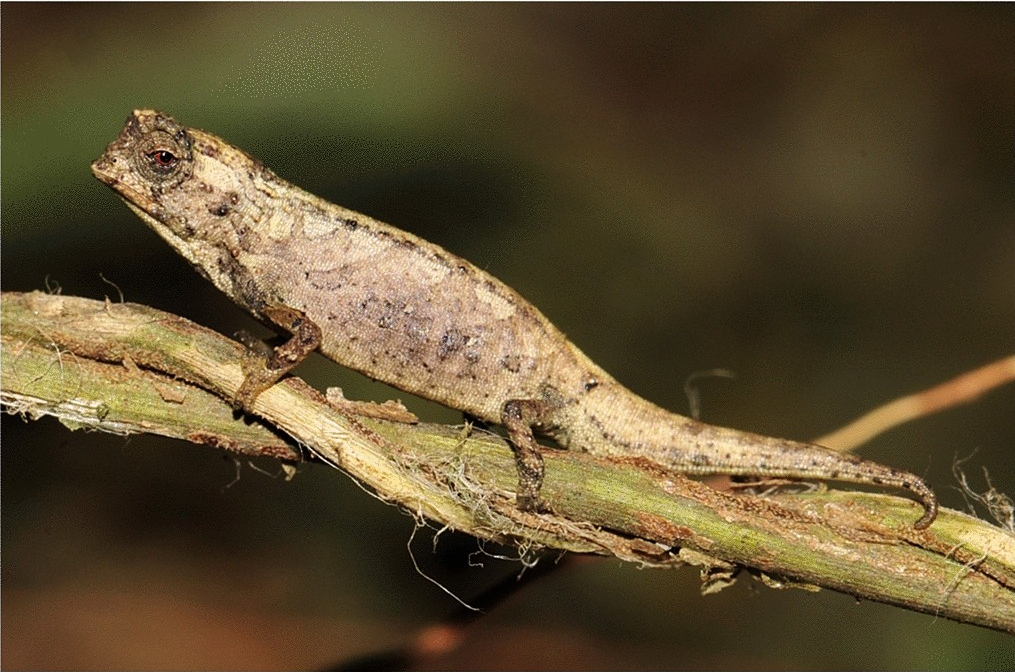
Самец

## Систематика
Вид был впервые описан в 2021 году в журнале Scientific Reports (nature.com), после того как около 8 лет пролежал в виде заспиртованного препарата. Brookesia nana был обнаружен герпетологом Франком Глау (Zoologische Staatssammlung München, Мюнхен, ФРГ) и другими немецкими исследователями в 2012 году в тропическом лесу на севере Мадагаскара. Молекулярно-филогенетический анализ показывает, что он является сестринским к виду Brookesia karchei (длиной около 5 см), крупнейшему виду в кладе миниатюрных видов Brookesia, для которых был восстановлен подрод Evoluticauda  Angel, 1942. Генетическая дивергенция B. nana довольно велика (9,9—14,9 % от всех других видов Evoluticauda в 16S рРНК). Сравнительное исследование длины гениталий малагасийских хамелеонов выявило тенденцию к тому, что самые маленькие хамелеоны имеют относительно большие гемипенисы, что может быть следствием обратного полового диморфизма размеров, когда самцы значительно меньше самок у самых мелких видов. Миниатюрным самцам может потребоваться гемипенис большего размера, чтобы обеспечить лучшее механическое прилегание к женским гениталиям во время совокупления.

## Распространение
Встречается только в горных тропических лесах на севере Мадагаскара, горный массив Сората.

## Охранный статус
Во время экспедиции 2012 года естественная среда обитания массива Сората оказалась под серьёзной угрозой. На более низких высотах естественный лес был полностью вырублен, а антропогенная нагрузка на существующих опушках была высокой, особенно в результате вырубки лесов, подсечно-огневого земледелия и выпаса крупного рогатого скота. Эти угрозы всё более распространяются на более высокие части массива, включая типичные места обитания B. nana. Недавно массив Сората получил официальную охрану в рамках новой охраняемой территории резервата Resérve de Ressources Naturelles du Corridor Marojejy-Anjanaharibe Sud-Tsaratanàna partie Nord, также известной как COMATSA Nord19. Вероятно, вид находится под угрозой исчезновения, и поэтому исследователи предлагают присвоить ему охранный статус и квалифицировать как находящийся под угрозой исчезновения B1ab (iii) в соответствии с критериями Красного списка МСОП20 (Red List Criteria, IUCN20).